# بنج شنبة تاجيك (مقاطعة فارياب)
بنج شنبة تاجيك (بالإنجليزية: Tolombeh-ye Panj Shanbeh Tajik)‏ هي مستوطنة تقع في كرمان في إيران.